# Westel 900 Budapest Open 1999
Il Westel 900 Budapest Open 1999 è un torneo di tennis giocato sulla terra rossa.
È la 4ª edizione dell'Hungarian Grand Prix, che fa parte della categoria Tier IVa nell'ambito del WTA Tour 1999.
Si è giocato Budapest in Ungheria, dal 19 al 25 aprile 1999.

## Campionesse

### Singolare
Sarah Pitkowski ha battuto in finale  Cristina Torrens Valero con il punteggio di 6–2, 6–2.

### Doppio
Evgenija Kulikovskaja /  Sandra Načuk hanno battuto in finale  Laura Montalvo /  Virginia Ruano Pascual con il punteggio di 6–3, 6–4.